# Фетишизм обуви
Фетишизм обуви, ретифизм (фр. rétifisme) — разновидность сексуального фетишизма, при котором половое возбуждение и удовлетворение связывается с обувью. Распространённое название ретифизм восходит к имени французского писателя XVIII века Никола Ретифа де ла Бретонна, в книгах которого встречается описание страсти к женской обуви. Это влечение появилось у него ещё в детские годы. Известно, что позже он собирал туфельки, целовал, нюхал их. Размышляя об этом влечении, он писал: «Не связано ли это с пристрастием к лёгкой походке, грациозным и сладострастным танцам? Страшная притягательность обуви есть только отражение пристрастия к красивым ногам, которые делают грациозными даже животных. Оболочку ценят почти так же высоко, как и самую вещь. Страсть, которую я питаю с детства к красивой обуви, была приобретённым влечением, основанным на естественном пристрастии. Но страсть к маленьким ножкам имеет физическое основание, выражающееся латинской пословицей: „Parvus pes — barathrum grande“ (ножка девушки — великая пропасть)».
Часто сочетается с мазохизмом. Австрийский психиатр Рихард фон Крафт-Эбинг (автор терминов некрофилия, садизм, мазохизм) в своей монографии «Psychopathia Sexualis» («Сексуальная психопатия») писал: «При фетишизме обуви совершенно отсутствует тесная связь предмета с телом женщины, позволяющая объяснить фетишизм белья. На этом основании, а также на основании того, что хорошо прослежены случаи, когда фетишистское стремление к обуви женщины сознательно или бессознательно происходит из мазохистских стремлений, надо предположить с известной вероятностью, что в этом виде фетишизма следует постоянно предполагать наличие хотя бы скрытых зачатков мазохизма, если другой способ его возникновения не может быть установлен». Немецкий психолог и психиатр Карл Ясперс отнёс фетишизм обуви к аномальным влечениям, основанным на фиксации на ранее пережитых переживаниях, на предполагаемой «остановке» на «инфантильной ступени». Ясперс привёл итоги исследования психиатра Виктора Эмиля фон Гебзаттеля, согласно которым обувь для больного представляет собой «живое существо, с которым он говорит, которое он ласкает, как ребёнок куклу». Фиксация происходит на аутоэротической, инфантильной стадии развития психики. Больной «не способен выпустить свои любовь и сексуальность за пределы самого себя, объединить их реализацию в некое гармоничное единство с осуществляемой параллельно реализацией какого-либо живого „Ты“. Сформированный в ситуации бегства от других людей, от противоположного пола, фетиш становится заменителем „Ты“, равно как и его телесной субстанции. Развиваясь, фетишист остаётся в круге влечений, относящихся к материнской (или отцовской) любви, и никогда не перерастает его».
В более широком значении под ретифизмом понимают влечение к изделиям из кожи, в том числе из человеческой. Польский сексопатолог Казимеж Имелинский характеризовал отклонение как специфический вид «кожаного» фетишизма, при котором сексуальные действия направлены на предметы из кожи: обувь, кожаные брюки, перчатки, ремни и т. д. Предполагается, что подобные предметы оказывают специфическое символическое воздействие при удовлетворении сексуальной страсти. Определённое значение видимо играет и мягкость кожи, её гладкость, принятие формы тела. Обувь и перчатки могут использоваться и в качестве элементов мазохизма. Может отдаваться предпочтения избранным стимулирующим объектам, коже определённого вида. Обувной фетишизм может приводить к краже возбуждающих предметов, сдиранию кожи с человеческого тела, животного. В запущенных случаях влечение способно привести к тяжким преступлениям. Американский серийный убийца Джерри Брудос получил известность как «обувной фетишист», «обувной маньяк», «убийца похоти». В пятилетнем возрасте он нашёл на свалке пару женских туфель на высоких каблуках и принёс домой. Джерри надел туфли, но тут его заметила властная мать и велела выбросить мусор. Джерри не послушался и спрятал туфли, но мать нашла их и сожгла, а сына наказала. Так, по его словам, возникла его подофилия. Позже он стал воровать и собирать женскую обувь, нижнее бельё, что доставляло ему удовлетворение. Однако со временем этого ему стало мало и он перешёл к насильственным преступлениям.